# Pacoro I de Partia
Pacoro I o Arsaces XX (n. 67 a. C. - m. 38 a. C.) fue un soberano de Partia, asociado al trono por su padre Orodes II de Partia. Dirigió al ejército parto en sus enfrentamientos contra Roma hasta su muerte en batalla.
Pacoro fue el hijo mayor de Orodes II, la primera mención a su persona ocurre tras la guerra que su padre dirige contra Armenia. La victoria de Partia forzaba al rey Artavasdes II, hijo de Tigranes el Grande, a abandonar la alianza con Roma, casando a su hijo Pacoro con una hija de Artavasdes II, y entregar los territorios conquistados por su padre Tigranes a Partia (Adiabene, Osroena, Gordiene y Atropatene). 
En el 53 a. C. los partos habían derrotado en la batalla de Carras al ejército romano liderado por Marco Licinio Craso, pero el posterior el avance parto sobre Siria acabó en fracaso. Este hecho fue aprovechado por Orodes II que ordenó asesinar a Surena. Surena era general que había servido a Orodes contra su hermano Mitrídates IV y había vencido a los romanos en Carras, pero estaba ganando demasiado poder. 
Orodes II puso en marcha una nueva invasión de la provincia de Siria dirigida por su hijo Pacoro. Sin embargo los supervivientes de la masacre de Carras liderados por Cayo Casio Longino había organizado la defensa de la provincia, así el ejército romano emboscó a Pacoro que fue derrotado y el ejército regresó a Partia.
El sustituto de Casio, Marco Calpurnio Bíbulo, logró crear disensiones dentro de la familia real parta cuando pactó con Pacoro una rebelión contra su padre Orodes II, lamentablemente carecemos de datos sobre el tiempo y los hechos de la rebelión de Pacoro. De lo que si estamos seguros es que fue perdonado por su padre ya que volvió a su puesto como general de los ejércitos. 
Durante la segunda guerra civil de la República romana, Orodes eligió primero el bando de Cneo Pompeyo Magno contra César. En 45 a. C. Pacoro acudió en ayuda de Quinto Cecilio Baso, el exgobernador de Siria y rival de César, cuando este fue sitiado por Cayo Antistio Veto en Apamea.
Tras el asesinato de César, Orodes dio su apoyo a Marco Junio Bruto y a Cayo Casio Longino, rivales del sucesor de César, Marco Antonio. Pacoro invadió Siria de nuevo en el 40 a. C., junto a él iba el general romano Quinto Labieno, hijo del gran general republicano Tito Labieno. Quinto había sido enviado por Casio y Bruto dos años antes a la corte parta para pactar la ayuda a la causa republicana, sin embargo la derrota de Filipos le obligó a quedarse en la corte parta.
El ejército invasor avanzó sin problemas, ya que la mayoría de las guarniciones romanas de la provincia había servido con los asesinos de César, Casio y Bruto, las tropas desertaron y se unieron a Labieno. Las fuerzas combinadas derrotaron al gobernador de la provincia, Lucio Decidio Saxa, que huyó a la ciudad de Antioquía, mientras avanzaban por la provincia sin oposición tomando Apamea, Antioquía o Sidón. Tan solo algunas ciudades se resistieron, como Tiro. 
El ejército conjunto se dividió, mientras que Labieno tomó el camino del norte, hacia Asia Menor, Pacoro se dirigió hacia el sur, a Judea, para contactar con Antígono Matatías, un rebelde que se había proclamado rey y sumo sacerdote tras eliminar al prorromano Hircano II y derrotar a su hijo Herodes. 
En el 39 a. C., Marco Antonio envió a un Publio Ventidio Baso para recomponer la situación. Ventidio venció a Labieno, que murió asesinado en una batalla en las cercanías de los Montes Tauro, Ventidio recuperaba los territorios de Asia Menor. Acto seguido, franqueó las Puertas Sirias derrotando a las fuerzas partas allí estacionadas. Ante esto, Pacoro huyó a Partia y Ventidio pudo pasar el resto del año dedicado a acabar con todas las ciudades rebeldes. Finalmente invadió Judea para luchar contra Antígono.
En el año 38 a. C., Pacoro inició una nueva invasión de Siria, sin embargo fue abatido en un asalto a un campamento romano en la batalla de Gindaros. El cuerpo sin vida de Pacoro fue decapitado y su cabeza exhibida por las ciudades sirias que aún resistían.
Pacoro falleció pocos meses antes que su padre, Orodes II nombró a otro de sus hijos sucesor, Fraates IV.
| Predecesor: Orodes II | Rey (Rey de Reyes) de Partia (de la Dinastía Arsácida) 51 a. C. - 38 a. C. con Orodes II (57-38 a. C.) | Sucesor: Orodes II |